# Frank Lamson-Scribner
Frank Lamson-Scribner (19 avril 1851 - 22 février 1938) est un botaniste américain, pionnier dans le domaine de la phytopathologie. Il fut le premier scientifique du département de l'Agriculture des États-Unis (USDA) recruté pour étudier les maladies végétales chez les plantes cultivées d'importance économique et le premier agrostologue de l'USDA.

## Enfance et formation
Franklin Pierce Lamson est né le 19 avril 1851 à Cambridgeport, dans le Massachusetts. Ses parents, Joseph Sanborn et Eunice Ellen (Winslow) Lamson, sont morts alors qu'il n'avait que trois ans. Il a été adopté par la famille Virgil Scribner, près de Manchester (Maine). Il a fait des études préparatoires à Hebron Academy, Kents Hill School et Coburn Classical Institute, et est diplômé du  collège d'agriculture et de mécanique de l'État du  Maine en 1873.

## Carrière professionnelle
Lamson-Scribner enseigna la botanique dans les lycées du Maine avant de devenir officier au Girard College en 1877. Il était botaniste pour le Northern Transcontinental Survey et avait achevé un inventaire des graminées et des plantes fourragères dans le Montana au cours de l'été 1883. En mai 1885, il est nommé assistant de la division de botanique de l’USDA. Son rôle était d'étudier les champignons parasites affectant les plantes cultivées et il devint le chef de la Section de mycologie de l'USDA en 1886. Ses premiers efforts visaient principalement à lutter contre le  mildiou et la pourriture noire de la vigne. En travaillant avec les agriculteurs, il a pu tester différentes formulations phytosanitaires et collecter des données statistiques relatives aux maladies des plantes. En 1887, il établit des stations de l'USDA pour des expériences contrôlées avec des agriculteurs comme agents spéciaux. La section a ensuite été renommée en Section de pathologie des légumes. En 1888, Lamson-Scriber quitte l'USDA pour diriger la station d'expérimentation agricole de l'université du Tennessee. Cependant, il est revenu en 1894 comme directeur de la nouvelle division d'agrostologie de l'USDA. Il occupa ce poste jusqu'en 1901, date à laquelle il devint chef du Bureau d'agriculture des îles Philippines. À son retour des Philippines, il a été nommé au Bureau des Expositions du gouvernement, où il a participé à la préparation d'expositions internationales après son départ en retraite en 1922

## Récompenses
- 1922, LL.D. honoraire, université du Maine (États-Unis)
- 1890, Chevalier du Mérite agricole (France)

## Œuvres choisies
- Weeds of Maine (1869)
- Black rot (Laestadia bidwellii) avec Pierre Viala (1888)
- Diseases of the Irish potato (1889)
- Fungus diseases of the grape and other plants and their treatment (1890)
- American Grasses (1897)